# Élection présidentielle chilienne de 1993
L'élection présidentielle chilienne de 1993 se déroule le 11 décembre 1993 pour élire le prochain président du Chili pour un mandat de six ans de 1994 à 2000. Eduardo Frei Ruiz-Tagle, candidat de la Concertation des partis pour la démocratie, est élu dès le premier tour avec près de 58 % des voix.

## Contexte
Le élection présidentielle chilienne de 1989 est la première depuis la fin de la dictature militaire d'Augusto Pinochet. Le candidat de la Concertation des partis pour la démocratie Patricio Aylwin remporte l'élection. Durant son mandat, la transition démocratique est un succès et le Chili connaît une croissance économique de 10 %.
Le vote est obligatoire, sous peine d'amende.

## Résultats
Le New York Times explique la large victoire d'Eduardo Frei Ruiz-Tagle par la bonne santé économique du pays et la volonté de stabilité politique des Chiliens.